# Nephodia albicans
Nephodia albicans är en fjärilsart som beskrevs av Max Joseph Bastelberger 1909. Nephodia albicans ingår i släktet Nephodia och familjen mätare. Inga underarter finns listade i Catalogue of Life.